# حادث منطاد الأقصر (2013)
حادثة سقوط منطاد الأقصر السياحي 2013 وقعت يوم الثلاثاء 26 فبراير 2013 نتيجة انفجار منطاد يحمل 21 سائحاً، وسقط فجراً من ارتفاع يقدر بحوالي 300 متر وسط مزارع القصب بالبر الغربي بالأقصر  بعد دقائق من إقلاعه في رحلة جوية سياحية. الحادثة سجلت أكبر حصيلة للقتلى منذ نحو 20 عاما في مجال السياحة بالمنطاد وأودى الحادث بحياة 19 شخصا من بريطانيا واليابان وهونغ كونغ والمجر وفرنسا، وتبين أن سبب السقوط هو اشتعال الغاز بالمنطاد أثناء الطيران.
حادثة سقوط منطاد الأقصر السياحي 2013 أصبحت الآن أسوأ حادث مسجل في تاريخ المناطيد حيث كان أسوأ حادث مسجل في تاريخ المناطيد ذلك الذي وقع في أستراليا عام 1989، عندما اصطدم منطادان في الهواء، مما أدى إلى سقوط أحدهما على الأرض، وأسفر الحادث عن مقتل 13 شخصاً.

## سبب الحادث
أكدت التحقيقات الأولية لنيابة الأقصر، أن سبب سقوط المنطاد هو قطع خرطوم الغاز المتصل بموقد المنطاد مما أدى لاشتعال النيران به، وتبين أن الطيار قائد المنطاد عندما قرر الهبوط قام بتوجيه الفريق المعاون له على الأرض لتوجه نحو مكان الهبوط لانتظاره، وحين ألقى الطيار لمعاونيه حبلا لسحب المنطاد الذي كان قد اقترب من الأرض قطع خرطوم الغاز المتصل بموقد المنطاد، مما أدى لاشتعال النيران به.
وأضافت التحقيقات أن تيارات الهواء تسببت في ارتفاع البالون لأعلى مرة أخرى مما أدى لفشل الضحايا في الهروب من النيران حيث سقط المنطاد على الأرض، وتوالى انفجار أسطوانات الغاز.

## الخسائر البشرية
أصدرت وزارة الخارجية المصرية بيانا حول الواقعة، وقالت أن عدد الضحايا بلغ 19 شخصا، وعدد الجرجى 2. وأضاف البيان أن السلطات المصرية تتابع الحادث منذ الصباح مع الجهات المعنية في مصر ومع سفارات الدول التي ينتمي إليها الضحايا والمصابون وتقوم باللازم لتقديم العناية اللازمة للجرحى، وإعادتهم إلى بلادهم بأسرع ما يمكن.
| الجنسية      | قتلى | جرحى |
| ------------ | ---- | ---- |
| هونغ كونغيون | 9    | –    |
| يابانيون     | 4    | –    |
| بريطانيون    | 2    | 1    |
| فرنسيون      | 2    | –    |
| مصريون       | 1    | 1    |
| مجريون       | 1    | –    |

## رد فعل الحكومة المصرية
قررت السلطات المصرية إرسال طائرة لنقل ضحايا سقوط المنطاد السياحي بعد تصريح النيابة العامة تسليم الجثث إلى سفارات بلادهم في القاهرة. كما شكلت وزارة السياحة لجنة لمتابعة الحادث. بينما أمر وزير الطيران وائل المعداوي بتشكيل لجنة للتحقيق في الحادث الذي سجل أكبر عدد للقتلى منذ نحو 20 عاما.
أصدر محافظ الأقصر تعليمات بوقف رحلات المنطاد تماما حتى إشعار آخر.